# Epepeotes schlegelii
Epepeotes schlegelii är en skalbaggsart som beskrevs av Lansberge 1884. Epepeotes schlegelii ingår i släktet Epepeotes och familjen långhorningar. Inga underarter finns listade i Catalogue of Life.